# 特魯哈尼夫島
50°26′N 30°35′E / 50.433°N 30.583°E
特魯哈尼夫島（烏克蘭語：Труханів острів）是烏克蘭坐落於第聶伯河上的島嶼，行政上位於基輔市內，面積4.5平方公里。第二次世界大戰期間，納粹德國在1943年10月撤離基輔時放火完全燒毀島上的聚居點。

## 外部連結
- Trukhanov Ostrov （页面存档备份，存于） - Trukhaniv Island

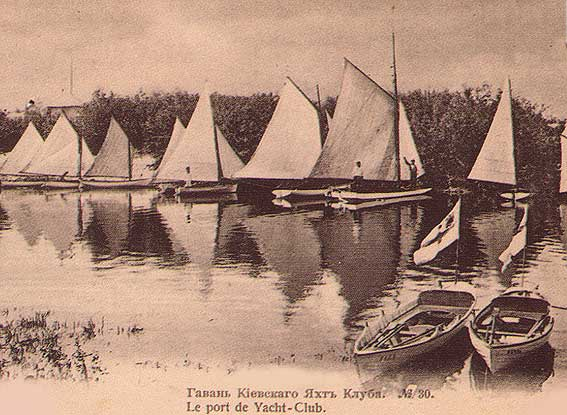

- （乌克兰語） Труханів острів （页面存档备份，存于） in Wiki-Encyclopedia Kyiv （页面存档备份，存于）
- Kyiv Khortica open it`s enigmas -Ukrainian （页面存档备份，存于）
- Kyiv islands – view throw centuries (cycle of articles -Ukrainian) （页面存档备份，存于）
- oldkiev.info - Information about the Trukhaniv Island （俄文）
- Google Maps （页面存档备份，存于） - Satellite image